# 猶太歷史博物館
猶太歷史博物館（荷蘭語：Joods Historisch Museum），荷蘭語發音：[joːts ɦɪsˈtoːris myˈzeːjɵm]），位於尼德蘭阿姆斯特丹的博物館，以猶太人的歷史、文化與宗教為主題。

## 歷史
1932年2月24日首次對外開放。是尼德蘭國內至今唯一一間以猶太人為主的博物館，現在的建築於2007年落成。